# Tümlauer-Koog
Tümlauer-Koog (duń. Tumlaus Kog) – gmina w Niemczech, w kraju związkowym Szlezwik-Holsztyn, w powiecie Nordfriesland, wchodzi w skład urzędu Eiderstedt.